# Beserovina
Beserovina (em cirílico: Бесеровина) é uma vila da Sérvia localizada no município de Bajina Bašta, pertencente ao distrito de Zlatibor, na região de Stari Vlah. A sua população era de 187 habitantes segundo o censo de 2011.

## Demografia
| 1948 | 1953 | 1961 | 1971 | 1981 | 1991 | 2002 | 2011 |
| ---- | ---- | ---- | ---- | ---- | ---- | ---- | ---- |
| 435  | 449  | 412  | 352  | 312  | 275  | 213  | 187  |